# Sistelo
Sistelo is een plaats (freguesia) in de Portugese gemeente Arcos de Valdevez en telt 341 inwoners (2001).

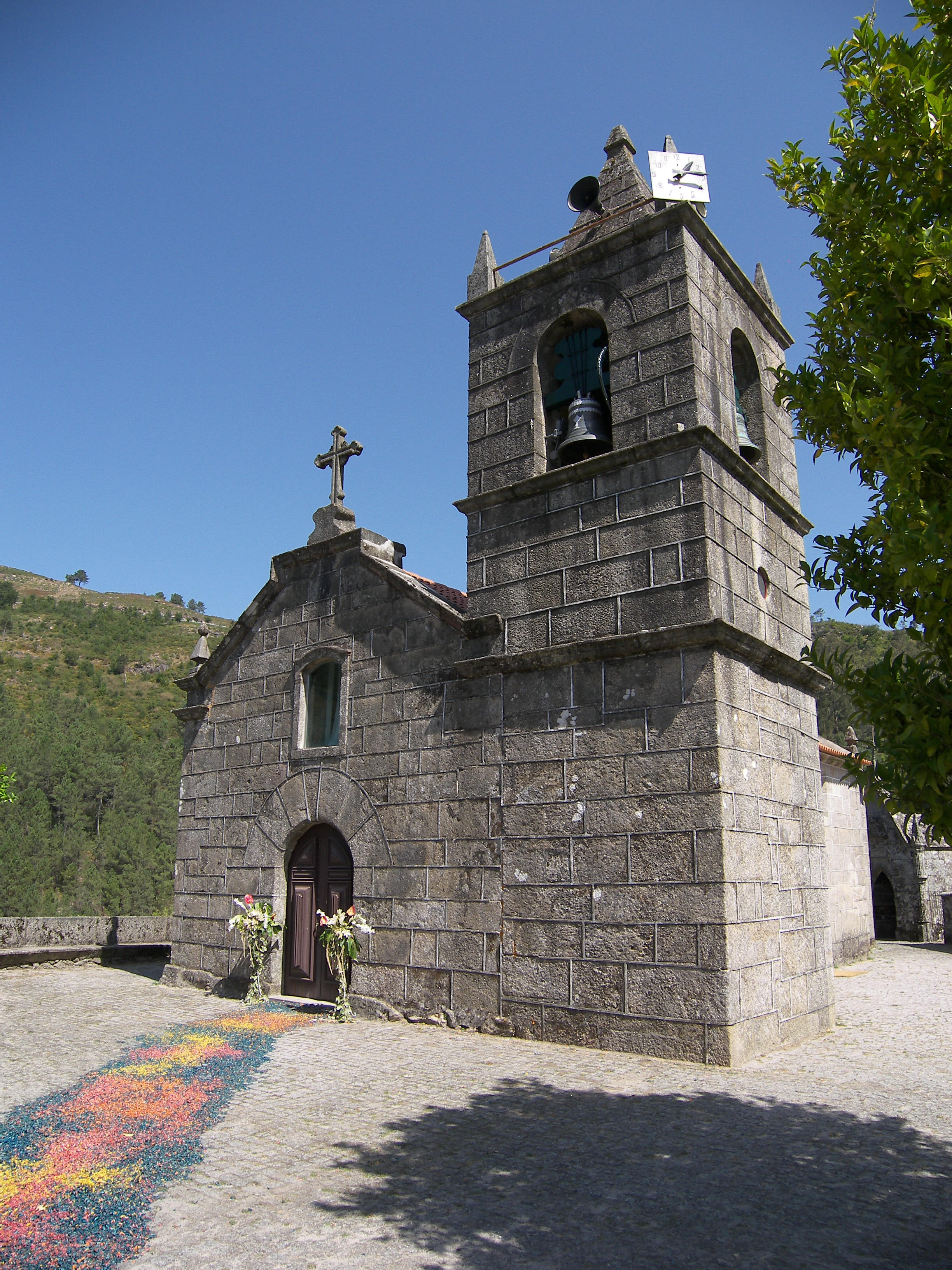
Kerk van Sistelo

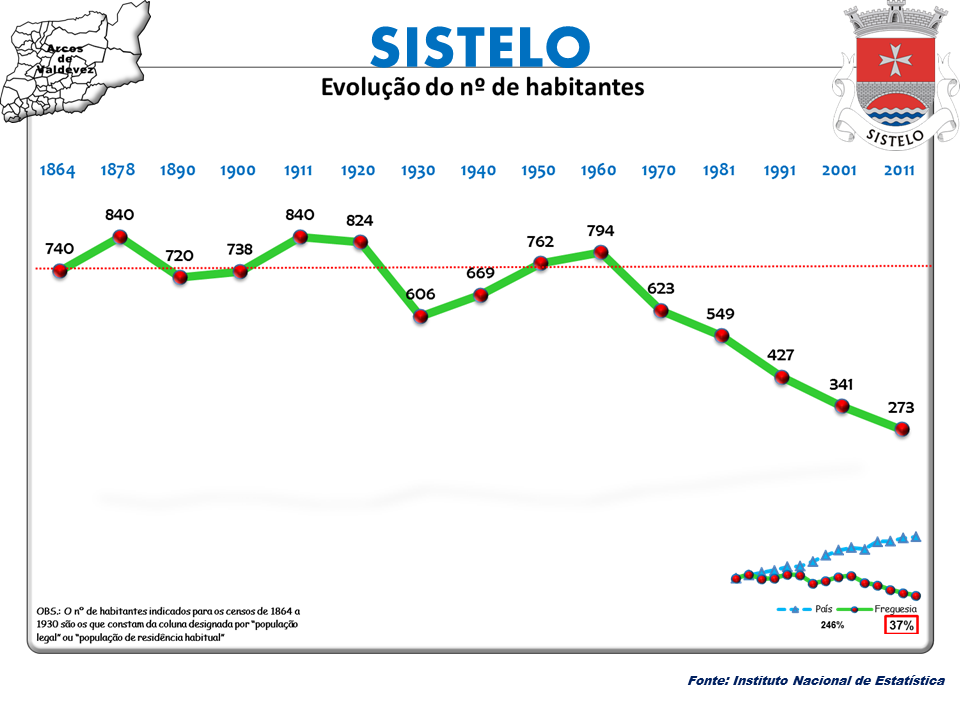
Bevolkingsontwikkeling tussen 1864 en 2011